# Ma Bufang
Ma Bufang (Monigou, 1903-Yeda, Arabia Saudita; 31 de julio de 1975) (en chino tradicional, 馬步芳; en chino simplificado, 马步芳; pinyin, Mǎ Bùfāng; Wade-Giles, Ma3 Pu4-fang1, Xiao'erjing: ما بوفنگ‎) fue un prominente caudillo musulmán de la Camarilla Ma en China durante la era de la República de China (1912-1949), gobernador de la provincia de Qinghai. Su rango militar era teniente general.
El General Ma dio inicio a un proyecto estatal de industrialización, creando directamente proyectos educacionales, médicos, agrícolas, y sanitarios, regidos o asistidos por el estado.

## Vida
Ma Bufang y su hermano mayor Ma Buqing (1901–1977) nacieron en Monigou (漠泥溝鄉) en lo que es actualmente Linxiá, 35 kilómetros (21,7 mi) al oeste de la Ciudad de Linxia. Su padre Ma Qi (馬麒) formó el Ejército de Ninghai en Qinghai en 1915, y recibió puestos civiles y militares del Gobierno de Beiyang, en Beijing, confirmando su autoridad militar y civil allí.
Su hermano mayor Ma Buqing recibió una educación china clásica, mientras que Ma Bufang recibió educación en el Islam. Ma Qi originalmente hizo que Ma Bufang estudiara para convertirse en imán mientras que su hermano mayor, Ma Buqing, se educó en el ejército. Ma Bufang estudió hasta los diecinueve años y luego siguió una carrera militar como su hermano. Ma Bufang controlaba la Gran Mezquita Dongguan. Ma se graduó del Cuerpo de Entrenamiento de Oficiales de Qinghai.
Ma Bufang se alió con el Guominjun de Feng Yuxiang hasta la Guerra de las Planicies Centrales, cuando se pasó al bando ganador de Chiang Kai-shek. Ma Qi murió en 1931 y su poder fue asumido por su hermano Ma Lin (馬麟), quien fue nombrado gobernador de Qinghai.
El general Ma Lin ocupó el cargo de gobernador civil, mientras que Ma Bufang fue gobernador militar. Pelearon y se desagradaron entre sí. La gente no admiraba tanto a Ma Bufang como a su tío Ma Lin, a quien la gente adoraba.
Ma Bufang combatió en la Guerra sino-tibetana (1930-1932) y fue gobernador de Qinghai entre 1938 y 1949. Desde su puesto, combatió también en la segunda guerra sino-japonesa (1937-1945) y la guerra civil china (1945-1949). Tras esto, huyó de China y fungió como diplomático de Taiwán en varios países musulmanes. Falleció en Yeda, Arabia Saudita en 1975.